# Josef Krips

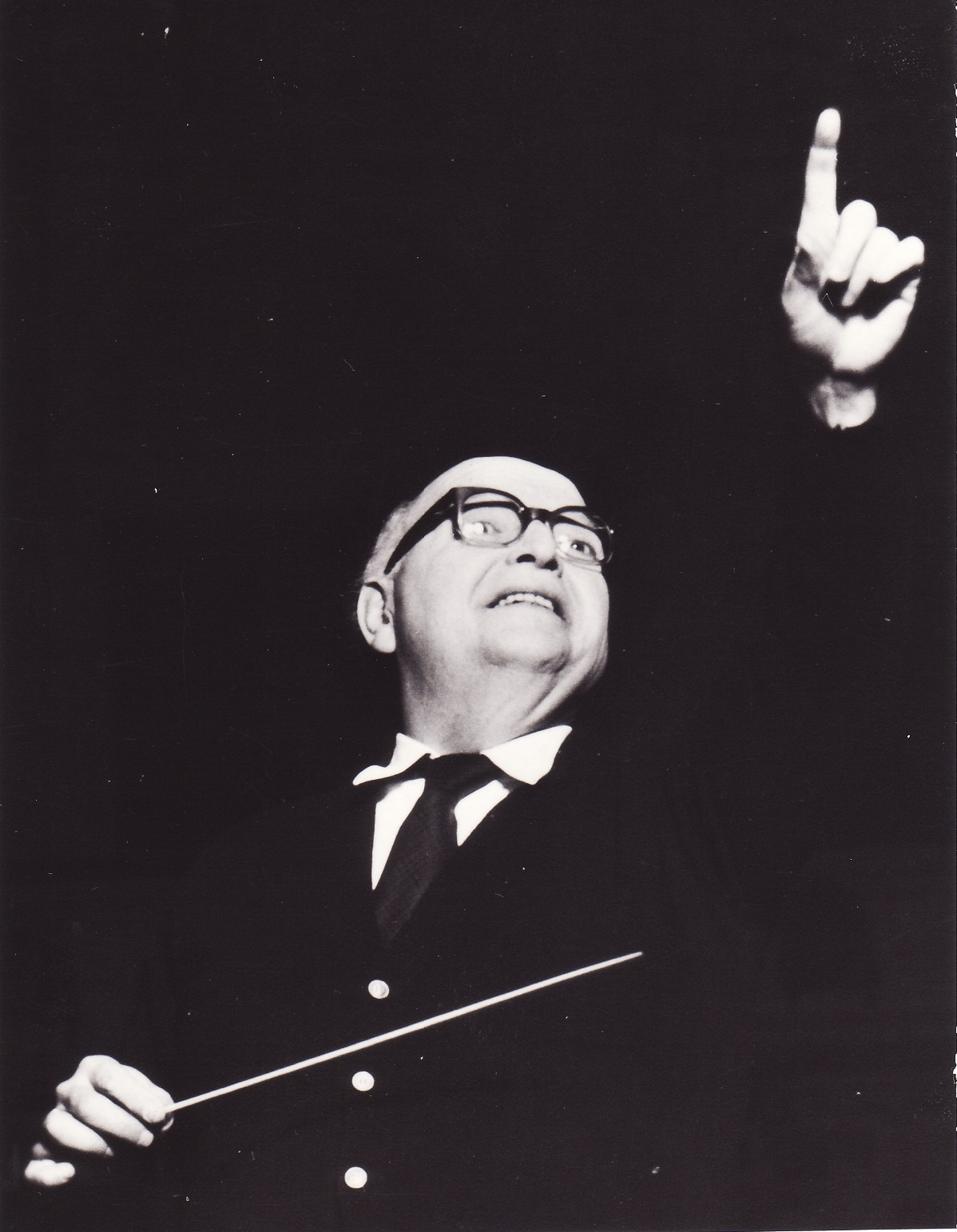
Krips

Josef Alois Krips (Wenen, 8 april 1902 - Genève, 13 oktober 1974) was een Oostenrijks dirigent en violist.
Krips was een leerling van Eusebius Mandyzcewski en Felix Weingartner. In 1921 werd hij Weingartners assistent bij de Weense Volksopera. Daarna was hij dirigent bij verschillende orkesten (van 1926 tot 1933 muzikaal directeur in Karlsruhe); in 1933 keerde hij terug in Wenen als vaste dirigent. Ook werd hij professor aan de Weense Academie.
Na de Duitse annexatie van Oostenrijk in 1938 werd hij gedwongen het land te verlaten. Josef Krips verhuisde naar Belgrado waar hij een tijd werkte bij het plaatselijke symponieorkest en de opera, tot ook Joegoslavië aangevallen werd door de asmogendheden. Daarna werkte hij tot het einde van de oorlog in een levensmiddelenfabriek.
Na de bevrijding in 1945 was Krips de enige Oostenrijkse dirigent die onmiddellijk mocht werken; zijn tijdgenoten hadden zich bijna allemaal gecompromitteerd door hun werk voor het naziregime. Zo werd Krips een van de meestgevraagde dirigenten: hij was de eerste die de Wiener Philharmoniker leidde na de oorlog en gaf leiding aan de eerste naoorlogse Salzburger Festspiele. Ook kreeg hij de directie van het Nieuwjaarsconcert in de Wiener Musikverein, waar hij de Radetzkymars introduceerde als vaste afsluiting.

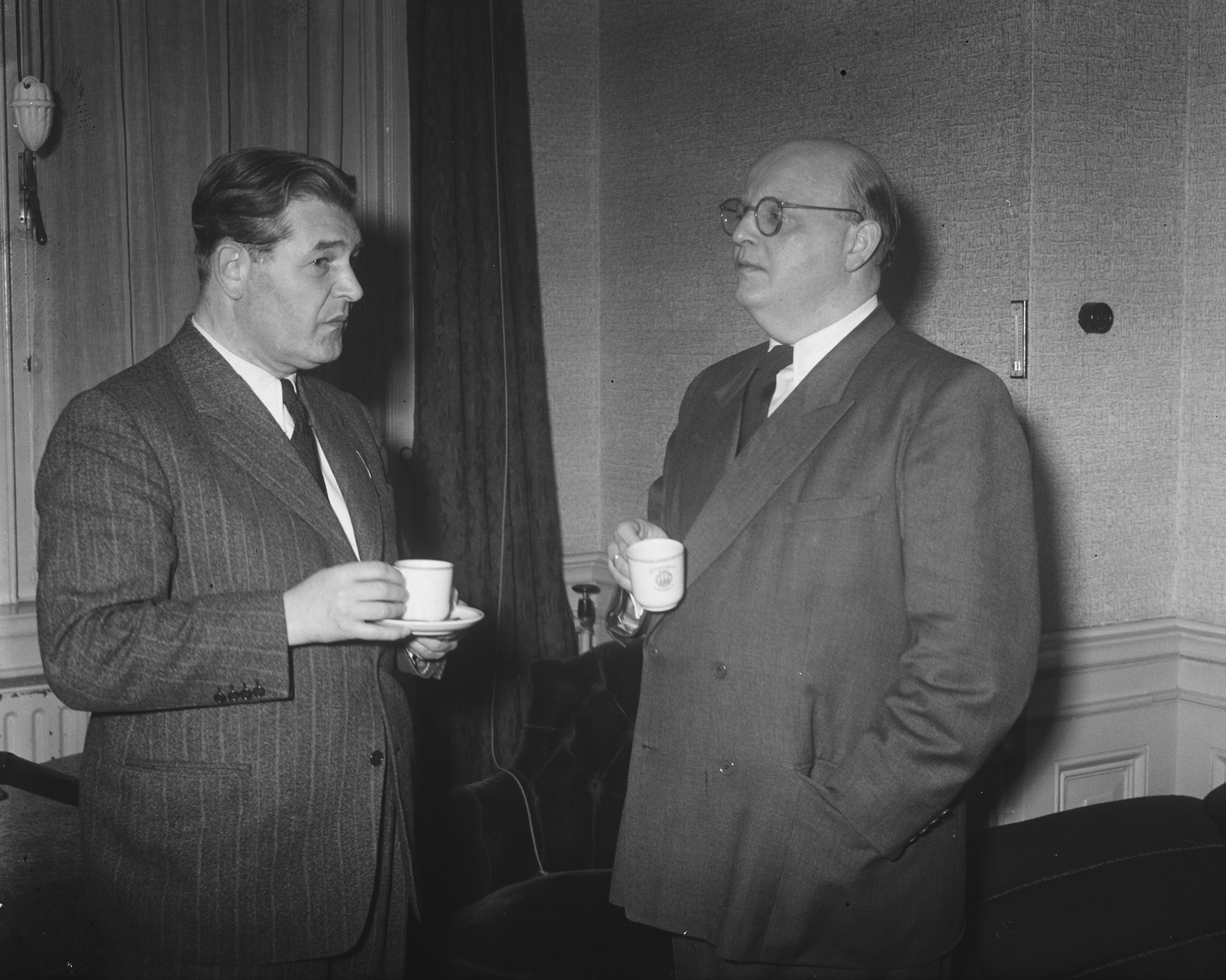
Krips in Nederland, met Jan Damen (1951)

Van 1950 tot 1954 was Josef Krips dirigent van het London Symphony Orchestra. Daarna leidde hij het symfonieorkest van Buffalo (New York) en het San Francisco Symphony Orchestra (1963-1970). Zijn laatste aanstelling was in 1970, toen hij dirigent van de Deutsche Oper Berlin werd.
Een aantal van Krips' vele opnamen is nog altijd zeer populair, zoals die van de complete symfonieën van Beethoven met het London Symphony Orchestra, die in de jaren 90 op cd werden uitgebracht, eveneens van Beethoven de vijf pianoconcerten met Arthur Rubinstein, en zijn vertolkingen van de opera's van Mozart zoals Don Giovanni en Die Entführung aus dem Serail met de Wiener Philharmoniker. Met het Koninklijk Concertgebouworkest nam hij Mozarts late symfonieën op.
Josef Krips werd begraven op het Neustifter Friedhof in Neustift am Walde. In 1988 werd een straat in Wenen naar hem vernoemd, de Kripsgasse. Zijn weduwe Harrietta Procházka (geboren 1938), zijn derde echtgenote met wie hij in 1969 getrouwd was, overleed in 2015.

## Literatuur

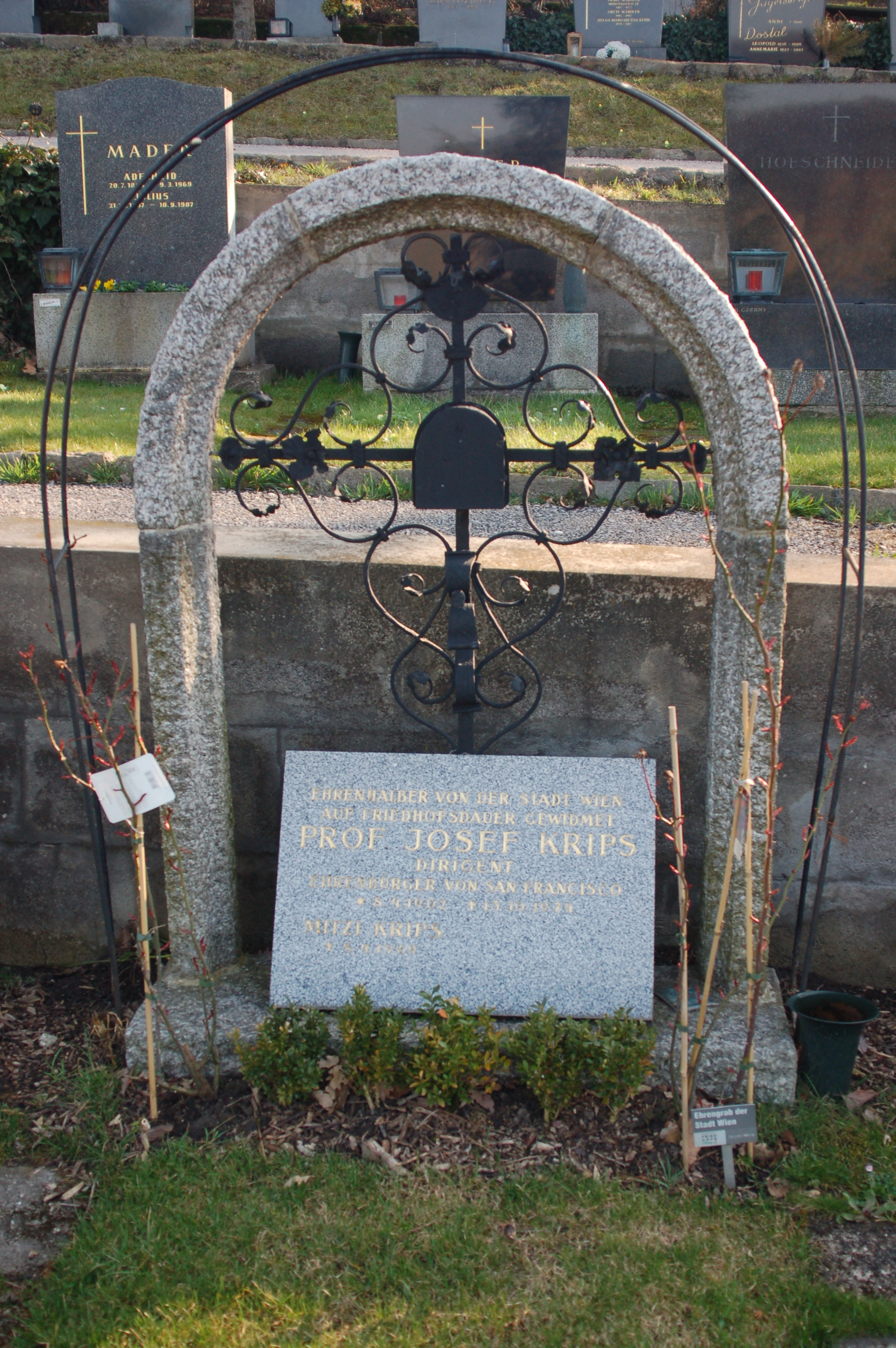
Graf van Josef Krips